# Dans les griffes de la mode

Dans les griffes de la mode (The Intern) est un film américain réalisé par Michael Lange.

## Anecdotes
Apparitions « caméo » de Tommy Hilfiger, Kenneth Cole (en), Diane von Fürstenberg, Kevyn Aucoin, André Leon Talley, et Gwyneth Paltrow.

## Fiche technique
- Réalisation : Michael Lange
- Scénario : Caroline Doyle, Jill Kopelman
- Genre : comédie
- Durée : 90 min
- Pays :  États-Unis
- Langue : anglais
- Couleur
- Son : Ultra Stereo
- Classification : Allemagne : 12 / Royaume-Uni : 15 / États-Unis : R (grossièreté de langage et érotisme)
- Lieu de tournage : New York

## Distribution
- Dominique Swain : Jocelyn Bennett
- Ben Pullen : Paul Rochester
- Peggy Lipton : Roxanne Rochet
- David Deblinger : Richard Sinn
- Joan Rivers : Dolly Bellows
- Kathy Griffin : Cornelia Crisp
- Billy Porter : Sebastian Niederfarb
- Anna Levine : Antoinette De la Paix (comme Anna Thomson)
- Paulina Porizkova : Chi Chi Chemise
- James Urbaniak : Olivier Di Santo
- Leilani Bishop : Resin
- Rocco Sisto : Pierre La Roux
- Anson Scoville : Alex
- Bill Raymond : Deep Throat
- André Leon Talley : lui-même
- Victor Varnado : messager